# Cophophlebia viridescens
Cophophlebia viridescens är en fjärilsart som beskrevs av Fawcett 1915. Cophophlebia viridescens ingår i släktet Cophophlebia och familjen mätare. Inga underarter finns listade i Catalogue of Life.